# Lassana Traoré (football)
Pour les articles homonymes, voir Lassana Traoré et Traoré.
Lassana Traoré, né le 6 mai 2007 à Koumpentoum au Sénégal, est un footballeur sénégalais évoluant au poste d'arrière gauche à l'AS Saint-Étienne.

## Biographie

### En club
Né à Koumpentoum au Sénégal, Lassana Traoré est formé par l'académie locale du Diambars FC. En juin 2023 il fait un essai au Stade brestois 29. Il ne signe toutefois pas avec le club breton.
En février 2025, le jeune latéral sénégalais participe à plusieurs séances d'entraînements avec le groupe professionnel de l'AS Saint-Étienne. Un essai qui annonce alors un transfert vers le club forézien à l'été 2025.
Lassana Traoré rejoint finalement la France à l'été 2025 en signant en faveur de l'AS Saint-Étienne. Le transfert est officialisé le 18 juin 2025 et il signe son premier contrat professionnel, le liant au club jusqu'en juin 2029.

### En sélection
Lassana Traoré est sélectionné avec le groupe de l'équipe du Sénégal des moins de 17 ans pour disputer la Coupe d'Afrique des nations U17 en 2023. Titulaire durant toute la compétition, il participe à la finale que son équipe joue face au Maroc le 19 mai 2023, et que les jeunes sénégalais remportent sur le score de deux buts à un. Le Sénégal remporte la compétition pour la première fois de l'histoire dans cette catégorie d'âge.
Il est convoqué avec l'équipe du Sénégal des moins de 20 ans, pour participer à la Coupe d'Afrique des nations des moins de 20 ans en 2025. Lors de cette compétition il joue trois matchs, tous en tant que titulaire. Son équipe est éliminée en quarts de finale après une défaite face au Nigeria.

## Palmarès

### En sélection
Sénégal -17 ans
- Coupe d'Afrique des nations -17 ans :
  - Vainqueur : 2023.